# Appelstroop
Appelstroop of appelsiroop is een donkere stroop of gelei gemaakt van appels en suiker. Het wordt vooral als broodbeleg gebruikt, maar doet ook dienst als ingrediënt in recepten voor zowel warme als koude gerechten. In Limburg wordt fruitstroop (van appels en peren) van oudsher tezamen gegeten met ander broodbeleg zoals kaas of cervelaat.

## Geschiedenis
Het maken van appelstroop is een manier om appels langdurig te bewaren. De Germanen kenden deze methode al. Zij maakten appelstroop door niet-houdbare appels in brede, ondiepe potten te koken tot alle vocht verdampt was. Wat overbleef was een moes die een suikergehalte kon bereiken van 50%, waardoor de moes langdurig houdbaar werd. Deze moes werd eeuwenlang gebruikt om maaltijden te zoeten.
Rond de middeleeuwen werd vooral in het Rijnland, Luik en Nederlands- en Belgisch Limburg appelstroop geproduceerd. Het Grootste deel van de appelstroop productie wordt nog steeds in de provincie Limburg gemaakt, grote appelstroop-producenten liggen in Schinnen en Beesel.

## Productieproces
De aanlevering van de grondstoffen vindt plaats in de periode van september tot december, afhankelijk van de periode waarin ze geoogst kunnen worden. De vruchten zijn gewoonlijk afkomstig van regionale fruittelers. Na aanlevering worden de grondstoffen zo snel mogelijk verwerkt. De verwerking van de appels en peren wordt gestart met een kookproces.
Na het koken wordt de vruchtenbrij gefilterd en geperst. Het persen levert dunsap op en een vaste perskoek, de pulp. Pulp bestaat uit de vaste delen van de vrucht: vezels, klokhuizen en steeltjes. De pulp heeft een hoge voedingswaarde en wordt verkocht als veevoer. Het kan ook worden verbrand om energie op te wekken.
Na de filtratie wordt het dunsap in vijf opvolgende stappen ingedampt tot een concentraat. Dit concentraat wordt in een tank gelagerd op een temperatuur van 10 graden. Door het verhoogde gehalte aan vaste stof en de gekoelde opslag is een lange houdbaarheid mogelijk.
De verwerking van concentraat tot eindproduct vindt het gehele jaar door plaats. De concentraten worden volgens receptuur in de juiste verhoudingen gemengd, vaak wordt hierbij ook suikerbietensap en perendiksap gebruikt. Hierbij wordt de stroop ook nog wat ingekookt om zo een stevig, goed smeerbaar broodbeleg te verkrijgen.
In Nederland is er nog maar één bedrijf dat appelstroop maakt: Frumarco (gevestigd in Beesel), sinds 2020 ook eigenaar van Canisius (oorspronkelijk uit Schinnen, nu Beesel).

## IJzergehalte

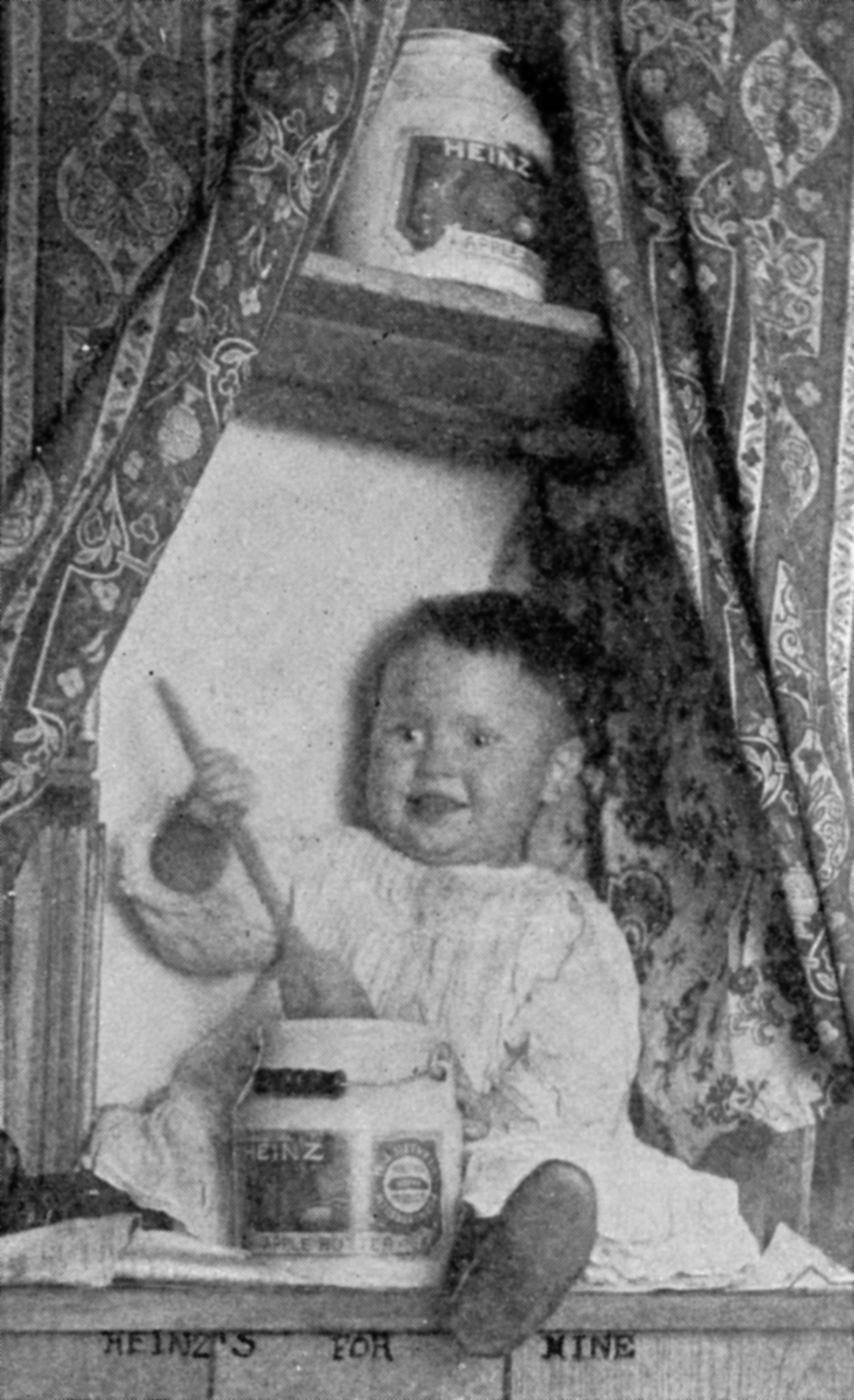
Een baby die zich tegoed doet aan appelstroop van het merk Heinz (1909 of eerder)

Van oudsher staat appelstroop bekend als een goede bron van ijzer. Er bestaan misverstanden over de herkomst van ijzer in appelstroop. Het is een veelgehoorde opvatting dat appelstroop van nature niet rijk is aan ijzer maar dat het ijzergehalte uit de blikverpakking afkomstig zou zijn.
Er is ook getracht het ijzergehalte te verklaren door te kijken naar het materiaal waarin de stroop wordt ingekookt. Dit zou onder bepaalde omstandigheden een honderdvoudige toename van de hoeveelheid ijzer kunnen betekenen, hoewel dit niet per se aan het kookproces hoeft te worden toegeschreven. Overigens werd appelstroop vroeger vaak in koperen ketels geproduceerd. Appels blootgesteld aan ijzer voor enige duur zou de biologische beschikbaarheid van het ijzergehalte met een of twee orden van grootte kunnen verhogen.
Het ijzergehalte zou enorm af zijn genomen toen vanaf de jaren vijftig andere potten werden gebruikt bij de fabricage. Een aantal fabrikanten zou er toen toe zijn overgegaan om ijzer toe te voegen aan de appelstroop.
Het hoge ijzergehalte (20 mg per 100gr) in appelstroop gemaakt volgens het moderne productieproces wordt veroorzaakt door de toevoeging van ingedikt suikerbietensap dat rijk is aan ijzer en de appelstroop zoeter maakt. Rinse appelstroop wordt gemaakt van appels en suikerbieten, vaak in een verhouding die rond 30-70 ligt. Door het sap van de suikerbieten te koken en in te dikken, krijgt men een zoete, lichtbittere stroop die gemengd met de appelstroop zorgt voor een typische friszure smaak. In dit ongeraffineerde suikerbietensap zitten nog alle mineralen die ook in de suikerbiet zitten, dus ook ijzer.